# Pholas
Genre
Pholas est un genre de mollusques bivalves marins de la famille des Pholadidae.

## Liste des espèces
Selon World Register of Marine Species (5 déc. 2020) :
- Pholas bissauensis Cosel & Haga, 2018
- Pholas campechiensis Gmelin, 1791
- Pholas chiloensis Molina, 1782
- Pholas dactylus Linnaeus, 1758
- Pholas orientalis Gmelin, 1791

Selon BioLib (5 déc. 2020) :
- Pholas campechiensis J. F. Gmelin, 1791
- Pholas chiloensis Molina, 1782
- Pholas dactylus Linnaeus, 1758
- Pholas obturamentum Ch. Hedley, 1893
- Pholas orientalis J. F. Gmelin, 1791